# Ys (серия)
Ys (яп. イース И:су) — серия видеоигр, созданная японской компанией Nihon Falcom. Первая игра серии вышла на компьютере NEC PC-8801 в 1987. В дальнейшем игры серии появились на таких платформах, как X1, X1turbo, MSX2, FM-7/77, FM-77AV, NEC PC-9801, X68000, Sega Master System, Sega Mega Drive, Sega Saturn, Famicom, Super Famicom, Nintendo DS, PC, PlayStation 2, PlayStation Portable, PlayStation Vita, TurboGrafx/PC-Engine CD-ROM, мобильные телефоны, SNES, Nintendo Switch и сервисе Nintendo Wii под названием Virtual Console.

## Общие элементы

### Сюжет
Серия Ys повествует о приключениях красноволосого юноши по имени Адол Кристин (Adol Christin). Также почти в каждой части ему помогает его верный компаньон Доги (Dogi). На сей момент Адол уже побывал на таких континентах игры, как Эстерия (Esteria), Цельцета (Celceta), Фелгана (Felghana), Ксандрия (Xandria), острова Канаан (Canaan Islands) и Альтаго (Altago).

### Игровой процесс
В ранних играх, игрок использовал только кнопку-крестовину джойстика, чтобы сражаться. Адол в буквальном смысле врезался во врагов, тем самым уничтожая их. Ys III: Wanderers from Ys была больше похожа на платформер, а-ля Zelda II, с использованием отдельной кнопки атаки. Классический метод сражений вернулся в четвёртой части серии — Ys IV: Mask of the Sun. А в пятой — Ys V: Kefin, the Lost City of Sand опять появилась кнопка атаки, а также добавилась кнопка прыжка. Шестая часть Ys VI: The Ark of Napishtim отдалилась от своих предшественниц не только по графике, но и по управлению. Она стала больше похоже на игры жанра hack-and-slash.

## Игры серии Ys

### Хронологически
| Название                          | Платформы                                                                                                   |
| --------------------------------- | --- |
| Ys Origin                         | Microsoft Windows, PS4, PS Vita, Xbox One, Nintendo Switch                                                  |
| Ys I & II                         | Microsoft Windows, PS2, PS Vita, PlayStation Portable, TurboGrafx-CD, Virtual Console, Nintendo DS, Android |
| Ys X: Nordics                     | Microsoft Windows, PS5, PS4, Nintendo Switch                                                                |
| Ys: Memories of Celceta           | Microsoft Windows, PS Vita, PS4                                                                             |
| Ys: The Oath in Felghana          | Microsoft Windows, PS Vita, PlayStation Portable                                                            |
| Ys V: Lost Kefin, Kingdom of Sand | PS2, SNES                                                                                                   |
| Ys VIII: Lacrimosa of DANA        | Microsoft Windows, PS4, PS Vita, Nintendo Switch                                                            |
| Ys VI: The Ark of Napishtim       | Microsoft Windows, PS2, PlayStation Portable                                                                |
| Ys Seven                          | Microsoft Windows, PS Vita, PlayStation Portable                                                            |
| Ys IX: Monstrum Nox               | Microsoft Windows, PS4, Nintendo Switch                                                                     |

### Игры-ответвления и заменённые
| Название                                       | Платформы |
| ---------------------------------------------- | --- |
| Ys Strategy                                    | Nintendo DS |
| Ys I: Ancient Ys Vanished                      | NEC PC-8801, NES |
| Ys II: Ancient Ys Vanished — The Final Chapter | NEC PC-8801, NEC PC-9801, X1turbo, FM-77AV, MSX2, NES, TurboGrafx-CD, MS-DOS, Microsoft Windows, Sega Saturn, PlayStation 2, Virtual Console, Nintendo DS |
| Ys III: Wanderers from Ys                      | NEC PC-8801, NEC PC-9801, MSX2, Famicom, SNES, Sega Genesis, TurboGrafx-CD, PlayStation 2                                                                 |
| Ys IV: The Dawn of Ys                          | PC Engine Super CD-ROM |
| Ys IV: Mask of the Sun                         | Super Famicom, PlayStation 2 |